# Кліторизм
Кліторизм (жіночий пріапізм, від лат. clitorismus, дав.-гр. κλειτορίς kleitoris + -ισμός ismos) — тривалий і хворобливий стан, в якому клітор знаходиться в ерегованому стані. Цей термін також використовується для опису ненормального збільшення клітора. Гіпертрофія клітора є хворобливим явищем.
Кліторизм може мати і інші симптоми, крім збільшення клітора.
Клиторизм є надзвичайно рідкісним захворюванням, яке викликається в основному прийомом різних ліків. Ефективне терапевтичне лікування кліторизму проводиться за допомогою внутрішньовенного прийому альфа-агоністів, в цілому лікування схоже на лікування пріапізму.
Відзначалися випадки кліторизму після прийому бупропіону.